# Janus Vitalis
Janus Vitalis fue un escritor italiano renacentista neolatino. Aunque hoy en día es menos conocido, durante el Renacimiento y el Barroco una composición suya influyó en varios poetas europeos de renombre. Su poema Sobre Roma en ruinas fue adaptado al francés por Joachim Du Bellay. A su vez, el poema fue adaptado del francés al inglés por Edmund Spenser, al español por Francisco de Quevedo ("A Roma sepultada en sus ruinas"), al polaco por Mikołaj Sęp Szarzyński, entre otros.
Según Ana Ruth Mena Betancourt, quien se basa además en un estudio de Américo da Costa Ramalho varios escritores tradujeron el epigrama Sobre Roma "impresionados por la estructura de su rima y especialmente por [su] contenido ideológico. Citan, además de las susodichas versiones, otra de Jean Doublet, además de poner en duda la posibilidad, sugerida por Rufino José Cuervo, de que Quevedo se basara en Spenser y no directamente en Vitalis, confusión surgida probablemente por el hecho de que Cuervo no conociera a este último.

## Enlaces
- Lo fugitivo permanece y dura (Augusto Monterroso)
- Translations and Ruins: Du Bellay, Spencer, and the eternal city